# فيلق الحماية الروسي
فيلق الحماية الروسي ( (بالألمانية: Russisches Schutzkorps)‏ ، (بالروسية: Русский охранный корпус)‏ ، (بالصربية: Руски заштитни корпус)‏ / Ruski zaštitni korpus) كانت قوة مسلحة مؤلفة من المهاجرين الروس البيض المناهضين للشيوعية والتي نشأت في الأراضي الألمانية المحتلة في صربيا خلال الحرب العالمية الثانية. تحت قيادة من قبل الفريق بوريس شطيفون، عملت القوة في المقام الأول كقوة حراسة للمصانع والمناجم بين أواخر عام 1941 وأوائل عام 1944، في البداية كـ «فرقة روسية منفصلة» ثم مجموعة حماية المصانع الروسية. تم دمجها في الفيرماخت في 1 ديسمبر 1942 واشتبكت لاحقًا مع الثوار اليوغوسلاف الشيوعيين لفترة وجيزة مع الشيتنيك. في أواخر عام 1944، حارب الجيش الأحمر خلال هجوم بلغراد، وانسحب في وقت لاحق إلى البوسنة وسلوفينيا مع انسحاب الألمان من البلقان. بعد وفاة شتيفون في زغرب، دولة كرواتيا المستقلة، في 30 أبريل 1945، استولى العقيد الروسي أناتولي روغوزين وقاد قواته شمالًا إلى الاستسلام للبريطانيين في جنوب النمسا. على عكس معظم التكوينات الروسية الأخرى التي قاتلت من أجل ألمانيا النازية، تم إعفاء روجوزين ورجاله، الذين لم يعاملوا رسميًا كمواطنين سوفيات، من الإعادة القسرية إلى الاتحاد السوفيتي وتم إطلاق سراحهم في نهاية المطاف والسماح لهم بإعادة التوطين في الغرب.

## الخلفية والتكوين
في البلقان قبل الحرب العالمية الثانية، كان هناك حوالي 15000 مهاجر روسي أبيض فروا إلى هناك في أعقاب الثورة الروسية عام 1917.  في 6 أبريل 1941، غزت قوات المحور مملكة يوغوسلافيا. تم تجهيز الجيش اليوغوسلافي الملكي بسوء التجهيز والتدريب السيئ.  ثم تم تجزئة البلاد، مع تقليص صربيا إلى حدود ما قبل عام 1912 ووضعها تحت الاحتلال العسكري الألماني.  الجنرال ميلان نيديتش، وهو سياسي ما قبل الحرب كان معروفًا بميوله للمحور، من قبل الألمان لقيادة الحكومة التعاونية للإنقاذ الوطني في الأراضي الألمانية المحتلة من صربيا.  على مدار الانتفاضة في صربيا في صيف عام 1941، قتل الثوار بقيادة الشيوعيين حوالي 300 مهاجر روسي وجرحوا آخري، وأحيانًا في أعمال انتقامية. رداً على ذلك، بدأ الروس المحليون في تنظيم أنفسهم في وحدات للدفاع عن النفس.  في ذلك الوقت، كان هناك ما يقدر بنحو 10000 رجل روسي داخل حدود يوغوسلافيا، غالبيتهم كانوا يعيشون في صربيا المحتلة. 

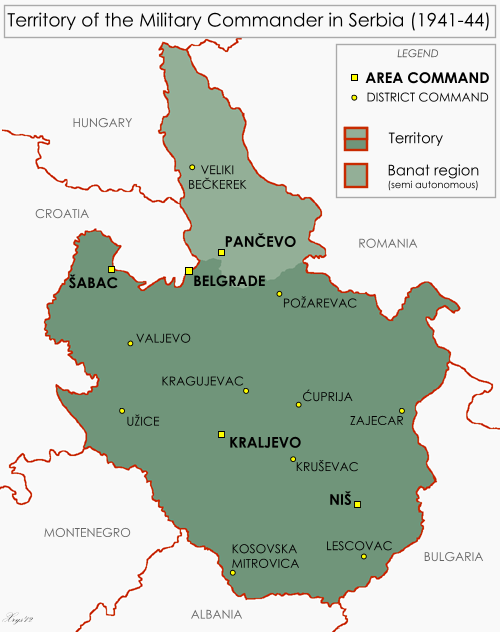
خريطة توضح الأراضي الألمانية المحتلة من صربيا في الفترة من 1941 إلى 1944

## القادة
كان لدى الفيلق الروسي ثلاثة قادة خلال فترة وجوده:   
| No. |                    | Commander                                     | Took office       | Left office       | Time in office    |
| --- | ------------------ | --------------------------------------------- | ----------------- | ----------------- | ----------------- |
| 1   | Mikhail Skorodumov | General Mikhail Skorodumov (1892–1963)        | 12 September 1941 | 14 September 1941 | 2 أيام            |
| 2   | Boris Shteifon     | Lieutenant-General Boris Shteifon (1881–1945) | 15 September 1941 | 30 April 1945 †   | 3 سنوات و227 أيام |
| 3   | Anatoly Rogozhin   | Colonel Anatoly Rogozhin (1893–1972)          | 30 April 1945     | 12 May 1945       | 12 أيام           |

## زى موحد
وارتدى أفراد الفيلق زي الجيش الإمبراطوري الروسي في الفترة من 12 سبتمبر 1941 إلى 30 نوفمبر 1942 بالإضافة إلى الخوذة التشيكوسلوفاكية. كان يرتدي الزي الرسمي في بعض الأحيان مع نقاط من الجيش الملكي اليوغوسلافي. تم تبني زي ويرمشت الفيرماكي في 1 ديسمبر 1942،  لكن الزي الرسمي القديم استمر في ارتداءه لبعض الوقت. 